# 김단비 (1989년)
김단비(1989년 2월 2일 ~ )는 대한민국의 배우이다.

## 학력
- 동덕여자대학교 공연예술대학교

## 연기 활동

### 드라마
- 2008년 MBC 아침드라마 《흔들리지마》 ... 유영희 역
- 2010년 SBS 월화드라마 《아테나: 전쟁의 여신》 ... NTS요원 역
- 2012년 TV조선 주말드라마 《지운수대통》
- 2012년 MBC 아침드라마 《사랑했나봐》
- 2015년 MBC 아침드라마 《이브의 사랑》 ... 박 주임 역

### 공연
- 2013년 《프렌치라이어》 ... 엘자 역
- 2013년 《퍼즐》 ... 클레어 역

## 수상
- 2012년 대한민국문화연예대상 드라마부문 신인상